# Слонимская ратуша
Слонимская ратуша (бел. Слонімская ратуша) — памятник архитектуры барокко в городе Слониме Гродненской области Белоруссии по адресу: ул. Советская, дом 6. Построена во второй половине XVIII века в центре города. Здание бывшей ратуши входит в Государственный список историко-культурных ценностей Республики Беларусь как историко-культурная ценность республиканского значения.

## История
Ратуша построена из кирпича во второй половине XVIII века. Традиционно здание было связано с Рыночной площадью, замыкая её юго-восточную сторону. В архитектуре ратуши, которая подверглась ряду более поздних наслоений, сохранились черты барокко.
После Второй мировой войны в здании ратуши располагался горисполком. В настоящее время в нём размещается Слонимская центральная районная библиотека.

## Архитектура
Слонимская ратуша представляет собой прямоугольное в плане двухэтажное здание под двускатной крышей. Вместе со служебными корпусами она создаёт замкнутое дворовое каре. Композиция здания относится к типу безбашенных, строго симметричных (отсутствовала традиционная башня — символ магистрата). Краповка фасадов плоскостная: пилястры, филёнки, ниши. Планировка коридорно-анфиладного типа с центральным вестибюлем и межэтажной лестницей. Кроме комнат для членов магистрата и зала заседаний в ратуше были помещения суда, гауптвахты, архива.
Ранее здание было оформлено четырёхколонным портиком со скульптурной заставкой на фронтоне. Дворовой фасад до настоящего времени сохранил декорацию в виде пилястр, относящихся к XVIII веку.